# 奥雷亚
奥雷亚（法語：Oreilla，法語發音：[ɔʁɛja] ⓘ）是法国东比利牛斯省的一个市镇，属于普拉德区。

## 地理
奥雷亚（42°33'33"N, 2°15'14"E）面积16.03 平方千米，位于法国奧克西塔尼大區东比利牛斯省，该省份为法国大陆部分最南部的省份，涵盖了北加泰罗尼亚，北起奥德省，西接阿列日省和安道尔，南与西班牙接壤，东临地中海。
与奥雷亚接壤的市镇（或旧市镇、城区）包括：奥莱特、艾瓜泰比亚-塔洛、桑萨。

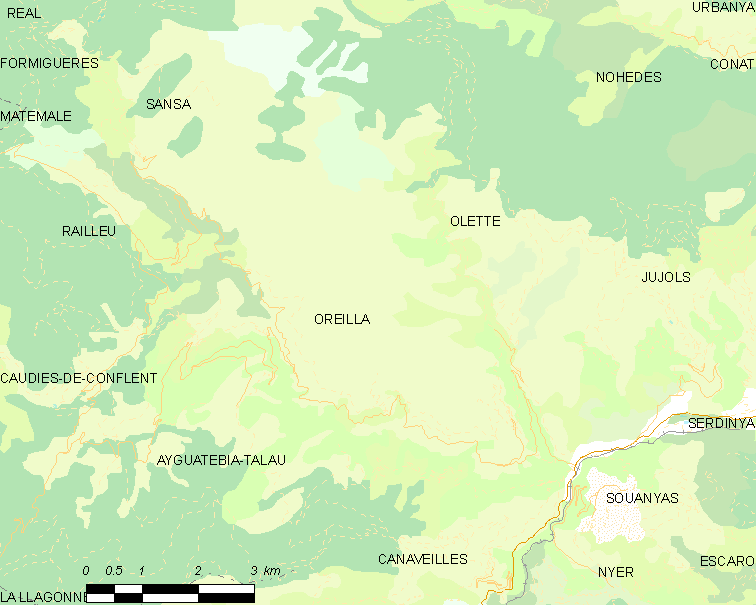
奥雷亚的OSM定位图

奥雷亚的时区为UTC+01:00、UTC+02:00（夏令时）。

## 行政
奥雷亚的邮政编码为66360，INSEE市镇编码为66128。

## 政治
奥雷亚所属的省级选区为加泰罗尼亚比利牛斯县。

## 人口

1962-2008年间奥雷亚人口变化图示

奥雷亚于2022年1月1日时的人口数量为27人。